# 金草岳
金草岳（かなくさだけ）は、両白山地南部の越美山地の岐阜県揖斐郡揖斐川町、福井県今立郡池田町と南条郡南越前町にまたがる標高1,227 mの山。別名が「金糞ヶ岳」（かなくそがだけ）と「塚奥山」。塚奥山は、徳山村塚の奥にある山であることに由来する。

## 概要
山名は福井県側によるものとみられていて、山名の由来は北山麓にある芋ヶ平（鋳物師の集落跡)があるとこらから金鉱山に関連する説や、「金糞岳」が訛ったとする説がある。1685年（貞享2年）の『絵図記』で「金糞ヶ岳」と書かれ、美濃の山と明記されていた。1815年（文化12年）の『越前名蹟考』では「金糞ヶ嶽」と記されていた。幕末の頃に「金草岳」となったとみられている。
山頂付近にはチャートが分布している。山域に集落などの居住地はない。林道冠山線が敷設される以前は 訪問者は稀で、イヌワシの生息地とみられていた。山頂には狭く、二等三角点が設置されている。冠山峠から桧尾峠までの北側の福井県側の山域は「楢俣ブナ植物群落保護林」として保護されている。山頂付近の東側の小ピークである白倉山にはニッコウキスゲの群落が広がっていて、初夏にニッコウキスゲやシモツケソウなどの花が見られる。桧尾峠から北側の稜線上にはホンシャクナゲ、ミツバツツジなどが自生している。

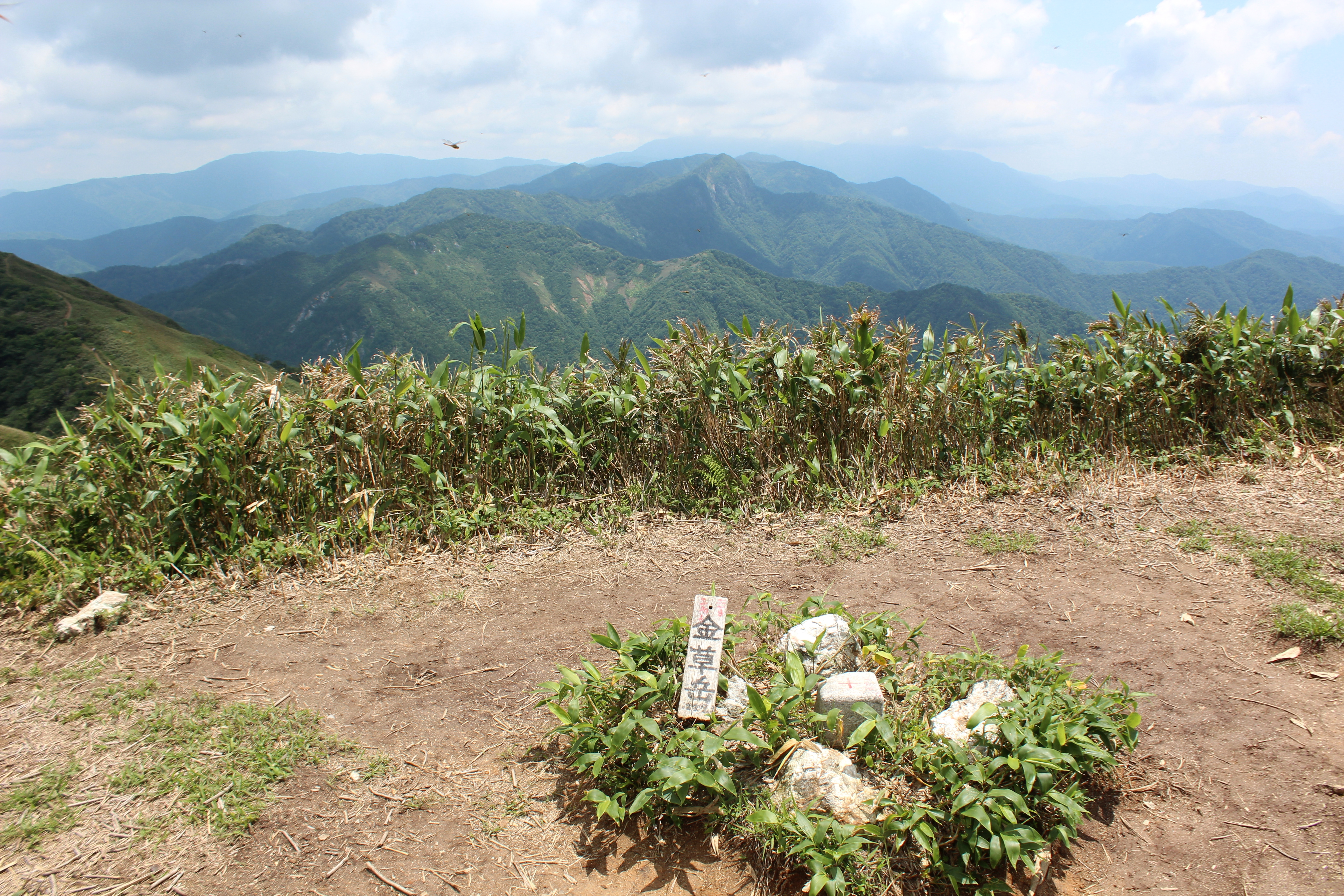
切り開かれた笹原の狭い山頂に三角点が設置されている
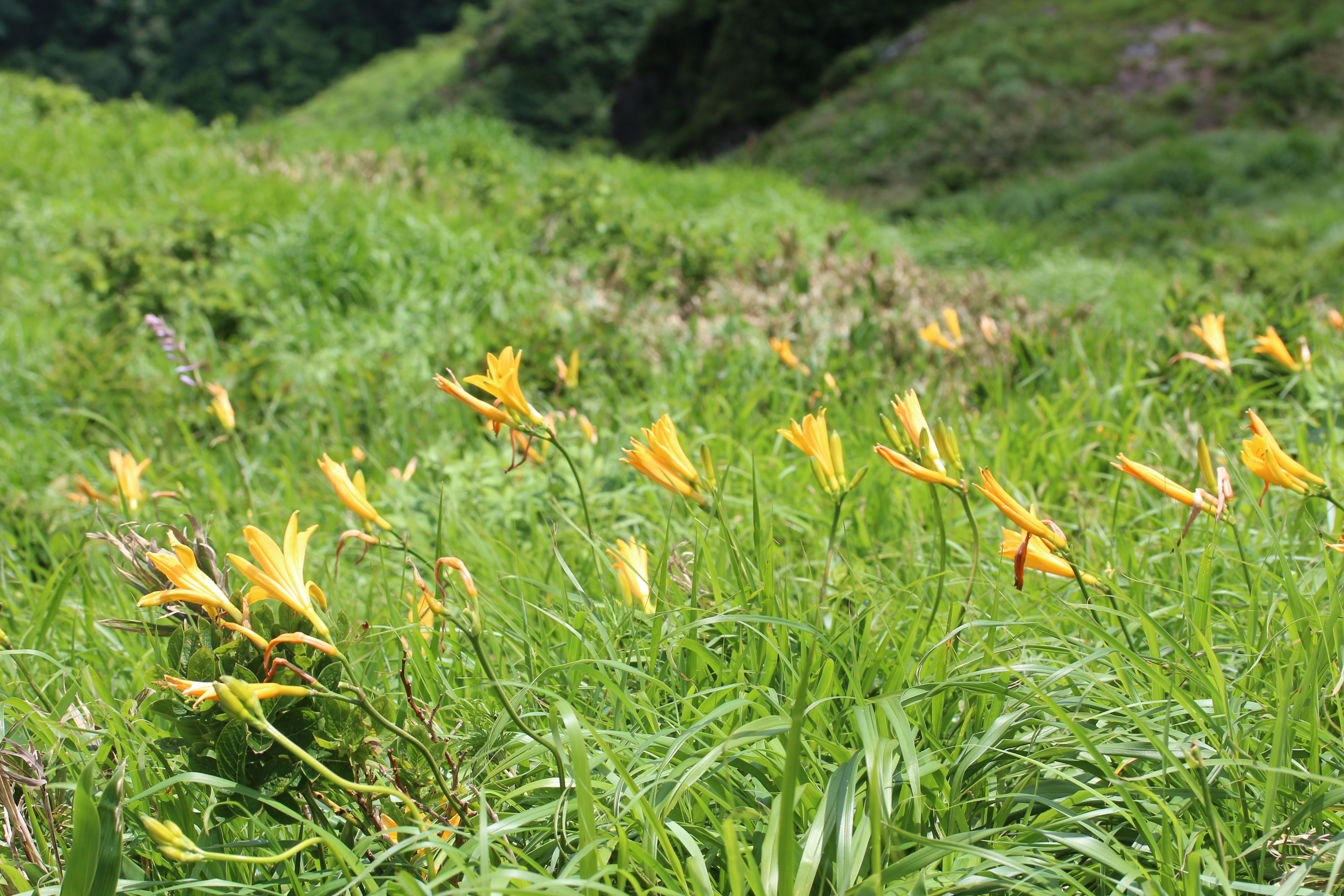
北東斜面に自生するニッコウキスゲの群落

## 登山

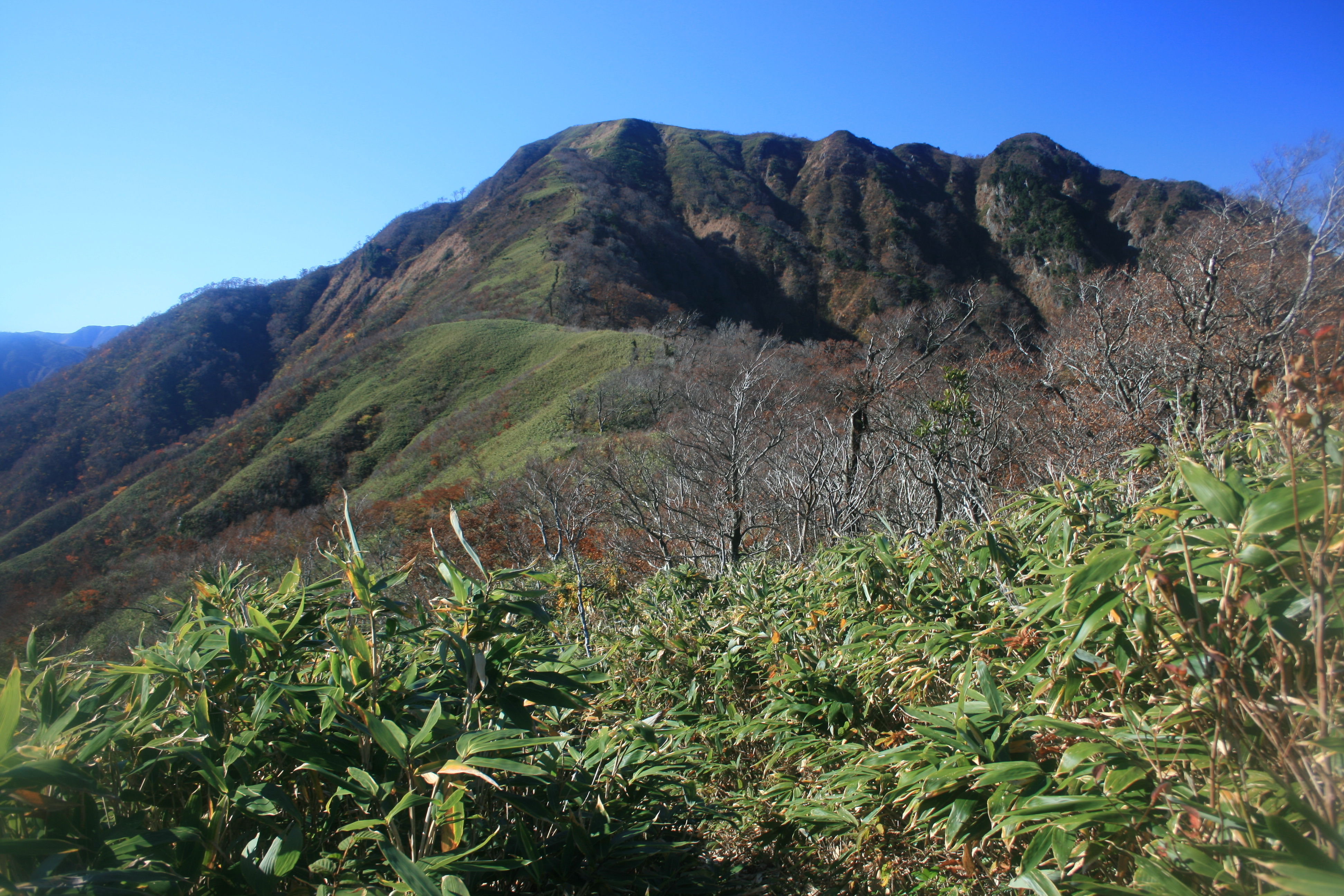
桧尾峠付近から望む金草岳、県境稜線が登山道となる

登山の対象となる山で、冠山峠からの登山ルート（無雪期・天候良好時）が、岐阜県による「岐阜県　山のグレーディング」で、技術的難易度が「ランクA/(A-E)」（低い）、体力度が「2/1-10」（小程度、日帰りが可能）とされている。冠山峠から冠山とセットで日帰り登山されることがある。岐阜県山岳連盟により、ぎふ百山の一つに選定されている。以下の登山道が開設されている。桧尾峠付近の東側の登山道から10 m程下った添又谷の源流部には流水がある。稜線部の所々や山頂からは、展望が開ける。
- 冠山峠からのルート：冠山峠 - 桧尾峠 - 白倉山 - 金草岳[2][8][10]
- 楢又からのルート：楢又 - 桧尾峠 - 白倉山 - 金草岳[2][4][8]

## 地理
岐阜県と福井県の県境にある山で、山頂部は揖斐郡揖斐川町と福井県今立郡池田町にまたがり、北西側の山域が南条郡南越前町に属する。山頂の東北東約500 mには、白倉谷の源流の山である白倉山（白倉岳、標高約1,200m）の小ピークがある。冠山峠と桧尾峠の間にあるピーク（標高1,046.6 m）は「布滝ノ頭」と呼ばれている。

### 周辺の山
周辺の主な山を下表に示す。
| 山容                                                 | 山名     | 標高(m)  | 三角点等級 基準点名 | 金草岳からの 方角と距離(km) | 備考                  |
| ---------------------------------------------------- | -------- | -------- | ------------------- | --------------------------- | --------------------- |
| 王子保駅から望む日野山（2011年9月11日）              | 日野山   | 794.42   | 二等 「日野山」     | 西北西 16.0                 | 越前富士              |
| 能郷白山から望む部子山（2013年3月12日）              | 部子山   | 1,464.25 | 二等 「部子山」     | 北北東 13.1                 |                       |
| 冠山から望む金草岳（2008年11月13日）                 | 金草岳   | 1,227.09 | 二等 「塚奥山」     | 0                           | ぎふ百山              |
| 西側の冠山林道から望む冠山（2008年11月13日）         | 冠山     | 1,256.57 | 三等 「冠山」       | 東 4.5                      | 日本三百名山 ぎふ百山 |
| 夜叉ヶ池山から望む三周ヶ岳と夜叉ヶ池（2017年7月6日） | 三周ヶ岳 | 1,292.01 | 一等 「三周岳」     | 南南西 12.7                 | ぎふ百山              |
| 金草岳から望む能郷白山と冠山（2008年11月13日）       | 能郷白山 | 1,617.37 | 一等 「能郷白山」   | 東 14.2                     | 日本二百名山 ぎふ百山 |

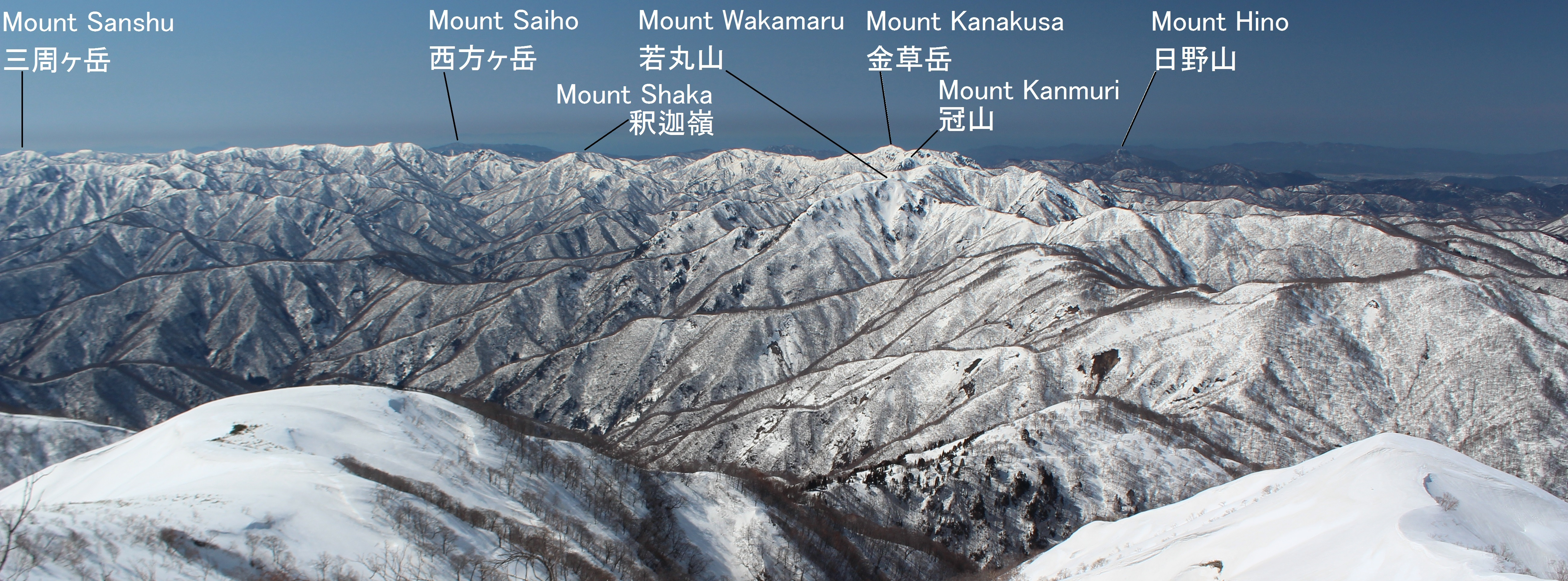
東側の能郷白山から望む金草岳周辺の山並み

### 源流の河川

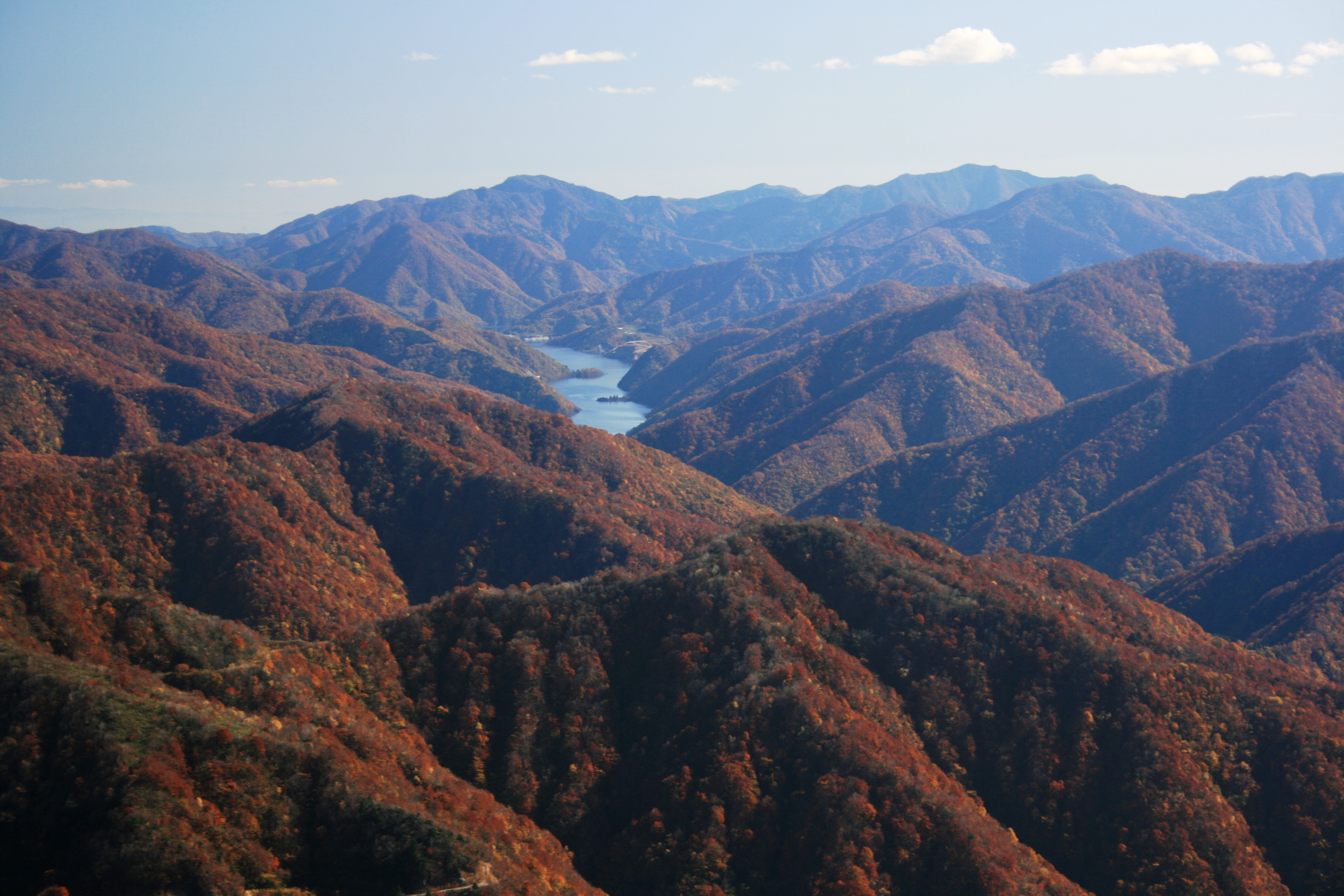
金草岳から望む揖斐川の徳山ダム

揖斐川と日野川の以下支流の河川の源流となる山で、伊勢湾と日本海へ流れる。太平洋側と日本海側との分水嶺となる山のひとつである。徳山ダムの北西18 kmに位置する。
- 道谷、ソバク又 - 揖斐川の支流
- 藤倉谷川 - 日野川の支流（九頭竜川水系）
- 割谷川、白倉谷 - 足羽川（日野川の支流）の支流

### 周辺の峠
周辺の峠を以下に示す。

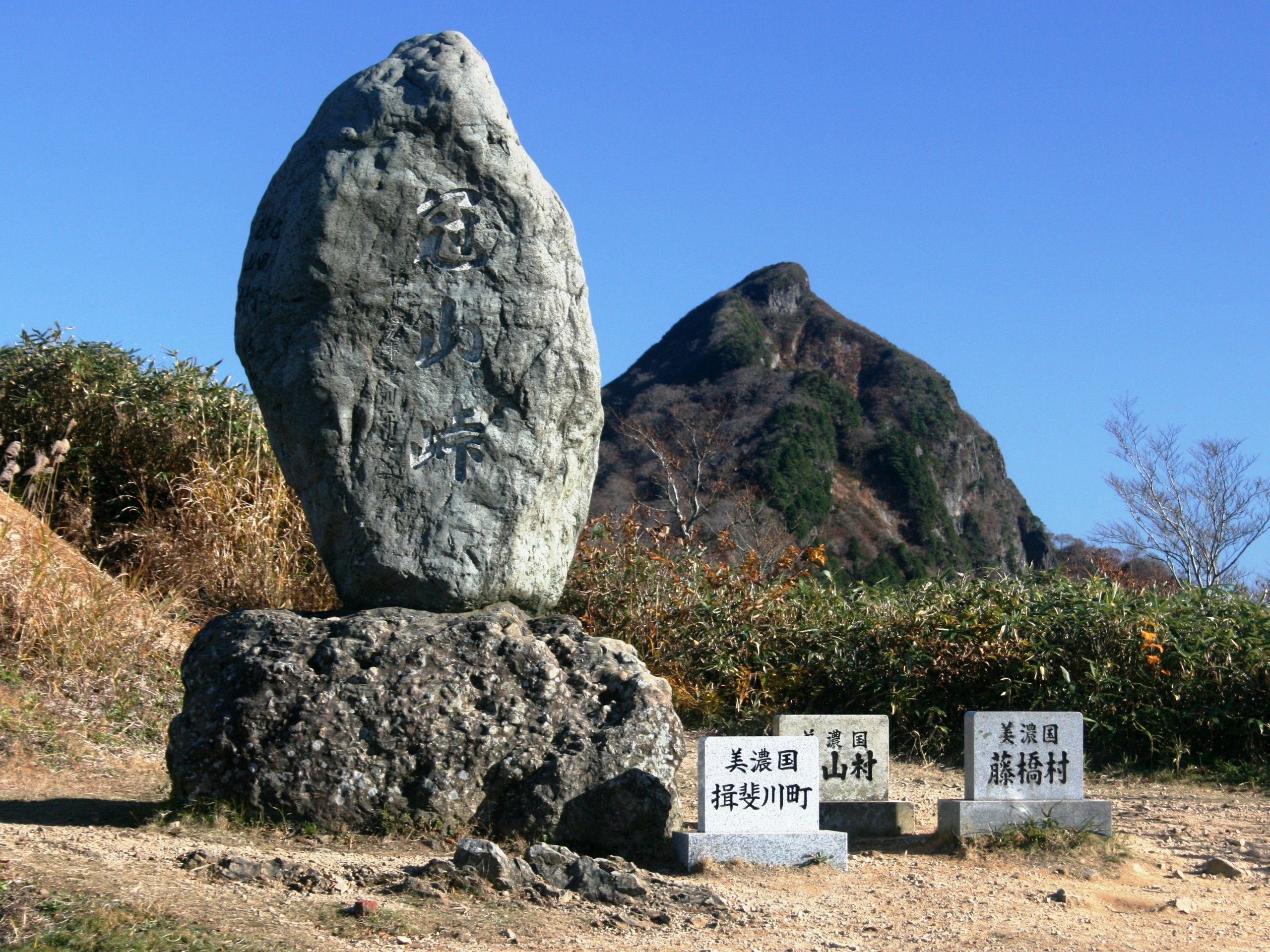
冠山峠から望む冠山

- 冠山峠 - 山頂の東3.0 kmに位置する。標高1,050 m。林道冠山線が通る。
- 桧尾峠[8] - 山頂の東北東1.8 kmに位置する。
- 高倉峠 - 山頂の西南西3.5 kmに位置する。標高約960m。林道塚線が通る。

### 交通・アクセス
JR西日本今庄駅の東15 kmに位置し、養老鉄道養老線揖斐駅の北北西40 kmに位置する。北陸自動車道今庄インターチェンジの東15 kmに位置し、名神高速道路大垣インターチェンジの北北西57 kmに位置する。東側の山域に林道冠山線が通る。南側の道谷沿いに林道が通り、高倉峠を経由して、西側の藤倉谷川沿いに林道塚線が通る。周辺は特別豪雪地帯であり、林道は積雪期に閉鎖される。

## 金草岳の風景と展望

### 金草岳の風景
根張りの大きな山容の山である。

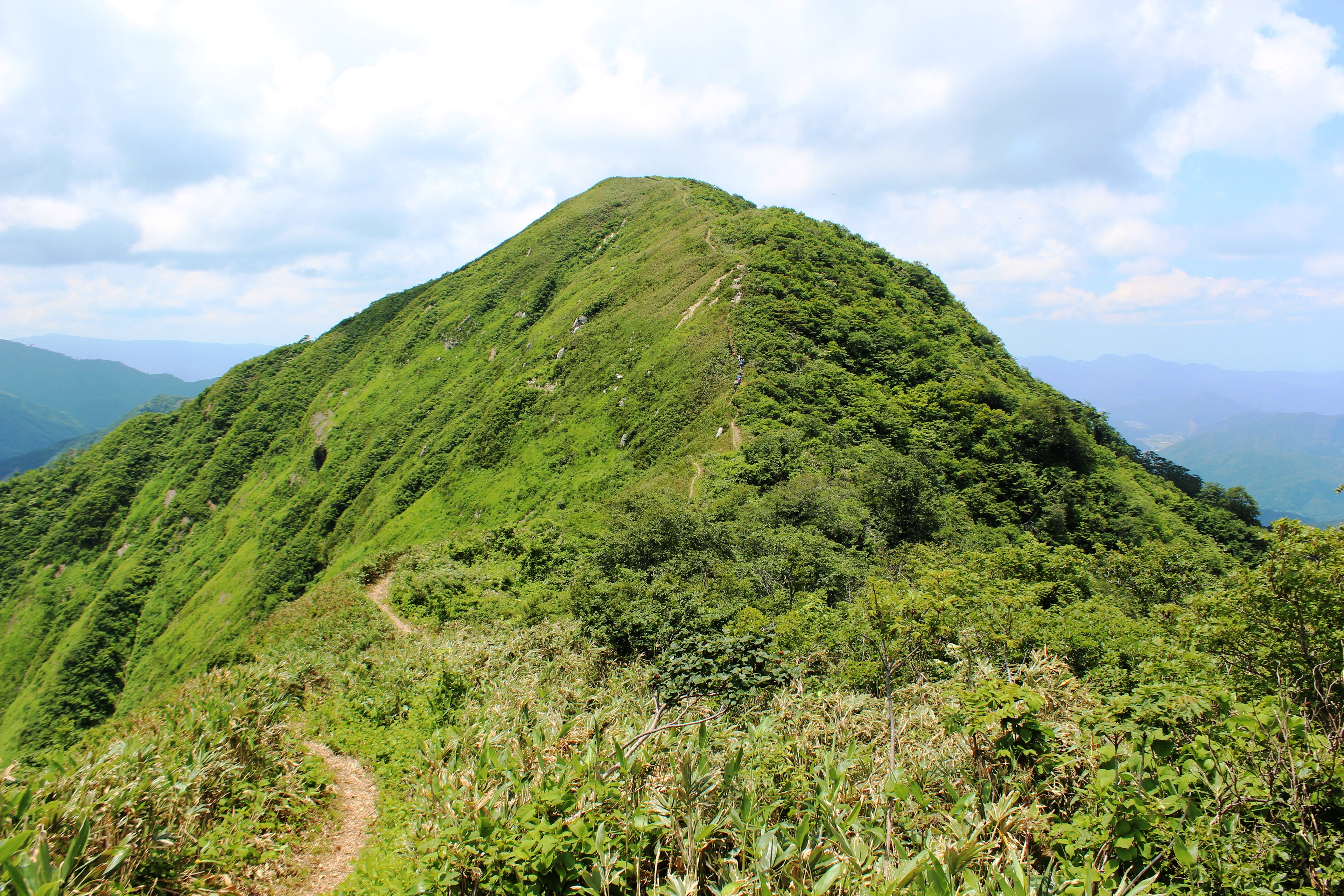
北側の小ピークの白倉岳から望む金草岳
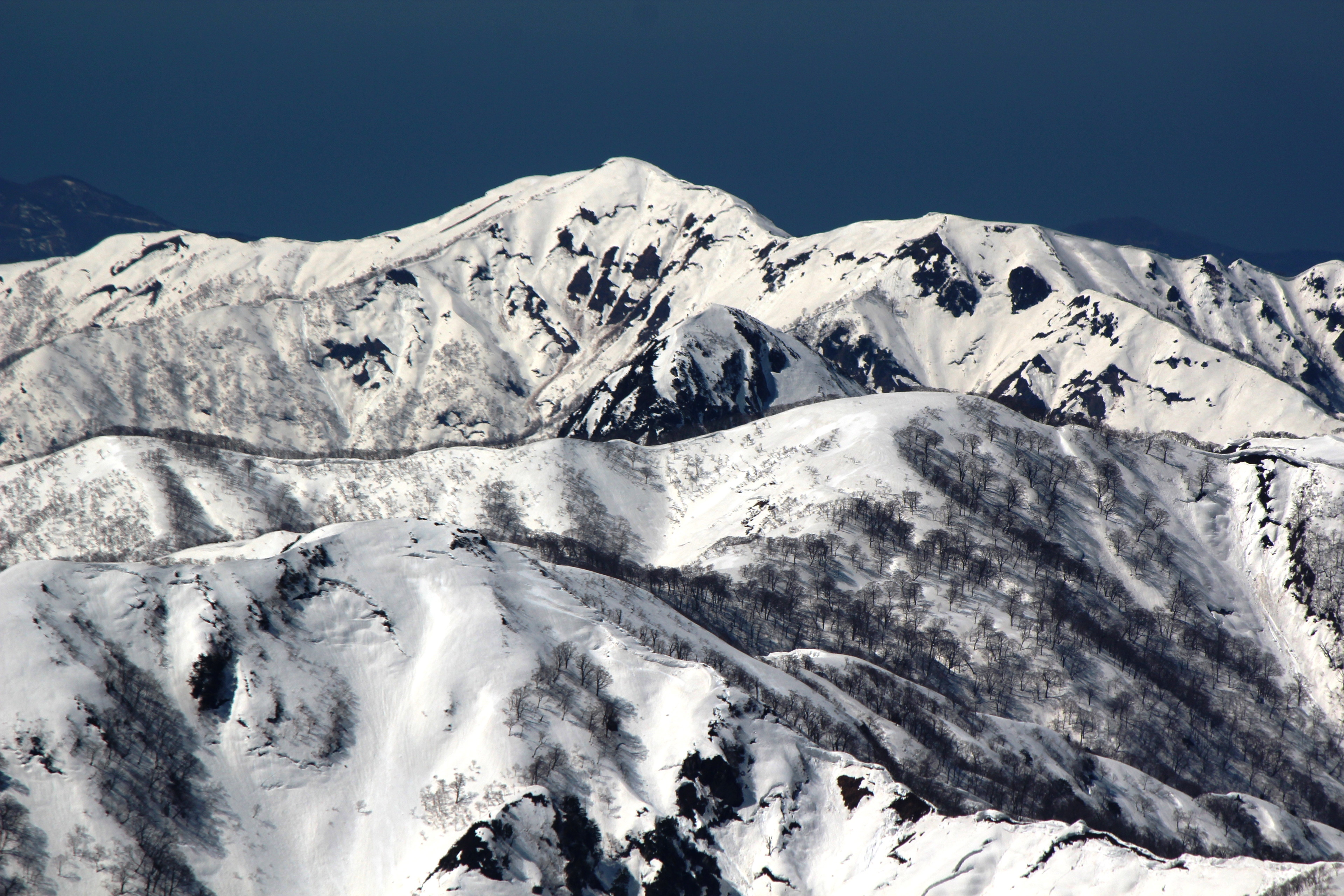
東側の能郷白山から望む積雪期の金草岳

### 金草岳からの展望
山頂からは白山、冠山、北アルプス、御嶽山などが望める。

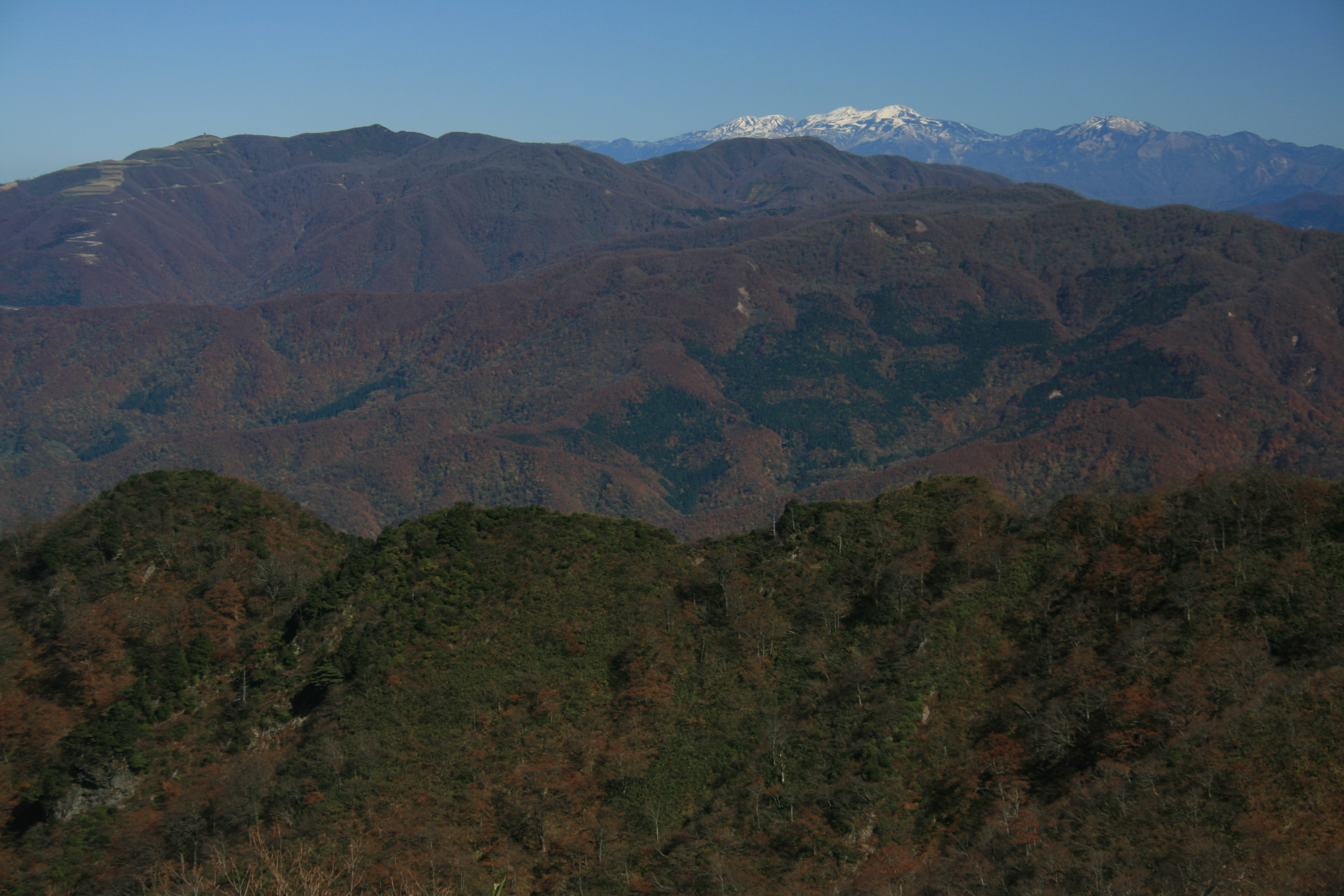
山頂から望む北側の両白山地の展望 左上部に部子山、中央奥に白山
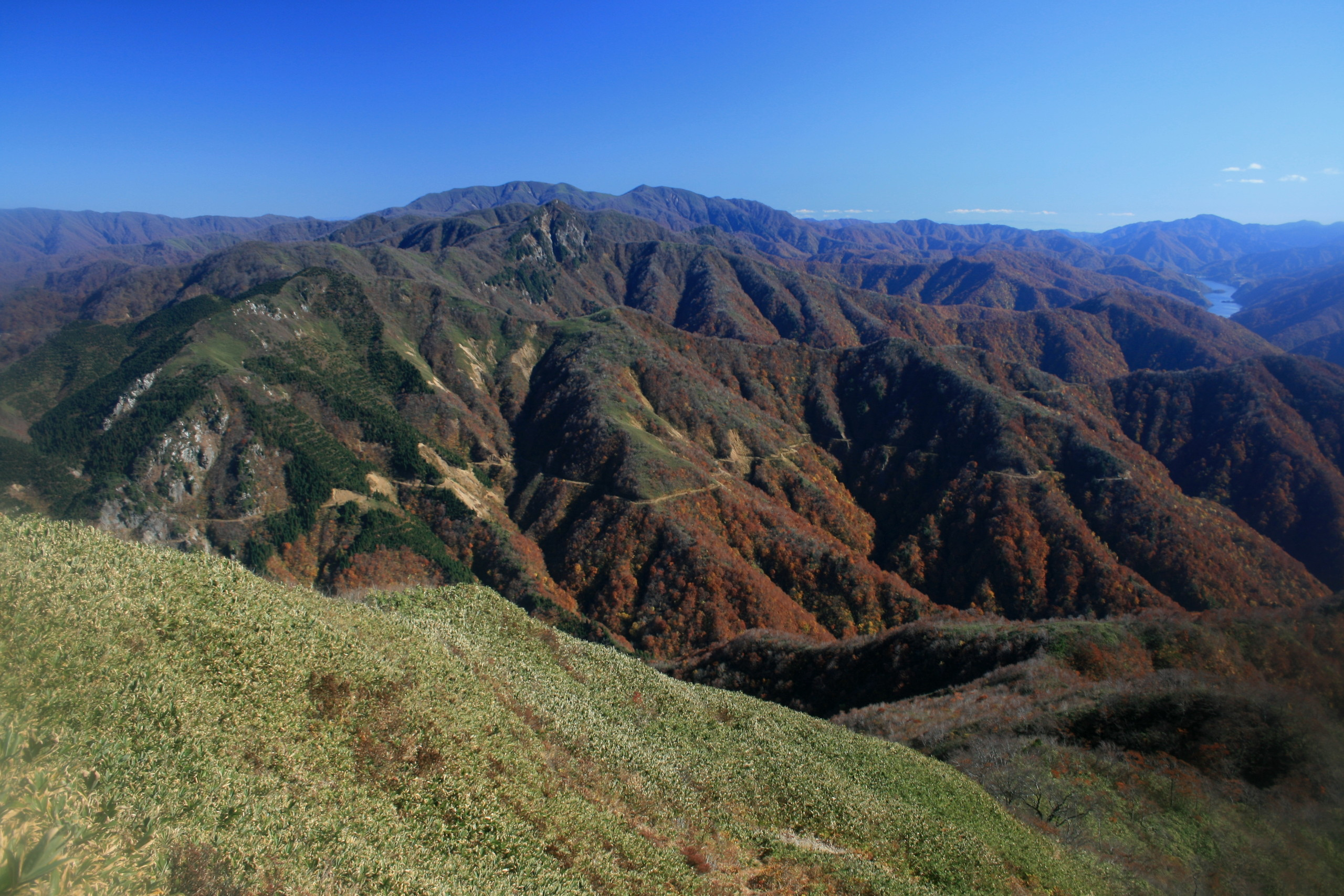
稜線部から望む東側の展望 冠山、その奥に能郷白山、右端に徳山湖